# Nāḩiyat Jāsim
Nāḩiyat Jāsim (arabiska: ناحية جاسم) är ett subdistrikt i Syrien.   Det ligger i provinsen Dar'a, i den sydvästra delen av landet, 60 km söder om huvudstaden Damaskus.
Trakten runt Nāḩiyat Jāsim består till största delen av jordbruksmark. Runt Nāḩiyat Jāsim är det ganska tätbefolkat, med 214 invånare per kvadratkilometer.